# União Independente da Zona Sul
União Independente da Zona Sul é uma Escola de Samba da cidade de São Paulo. Foi fundada em 15 de setembro de 1984.

## História
A  fundação da União Independente da Zona Sul começou com um grupo de amigos que pensava que não iria conseguir fazer parte do carnaval.
Foi quando perceberam que podiam fazer parte do carnaval, começando então a arrecadar fundos para a escola, foi assim que em 15 de setembro de 1984 foi a criado o Grêmio Recreativo Cultural Escola de Samba União Independente da Zona Sul, com as cores Verde, Amarelo, Azul e Branco.

## Títulos e Enredos
- 1990 (Grupo Seleção) - Da Cartola do Mágico
- 1995 (Grupo 3) - Sorriso Negro
- 1997 (Grupo 2) - Parabéns para Você

## Segmentos

### Presidentes
| Nome         | Mandato      | Ref.        |
| ------------ | ------------ | ----------- |
| Karen Mendes | ?-atualidade | [ 1 ] [ 2 ] |

### Diretores
| Ano  | Diretor de Carnaval | Diretor geral de harmonia                 | Mestre de bateria | Ref.  |
| ---- | ------------------- | ----------------------------------------- | ----------------- | ----- |
| 2015 | Rodney              | Claudio Roberto Marrtins Lessa "Claudião" | Adolfinho         | [ 2 ] |
| 2017 |                     |                                           | Leandro Luís      |       |
| 2018 |                     |                                           | Leandro Luís      |       |
| 2019 |                     |                                           | Leandro Luís      |       |
| 2020 |                     |                                           | Leandro Luís      |       |

### Coreógrafos
| Ano  | Nome          | Ref. |
| ---- | ------------- | ---- |
| 2016 | Paulo Lundini |      |

### Casal de Mestre-sala e Porta-bandeira
| Ano       | Nome                             | Ref.  |
| --------- | -------------------------------- | ----- |
| 2015      | Pablo Ythalo e Rafaela Boani     | [ 2 ] |
| 2016      |                                  |       |
| 2017-2018 | Christiano Soares e Tainá Araújo |       |
| 2019      | Cristiano Soares e Tainá Araújo  |       |

### Rainhas de Bateria
| Anos | Rainha de bateria | Ref. |
| ---- | ----------------- | ---- |
| 2019 | Danyelle Mendes   |      |

## Carnavais
| Ano  | Colocação | Grupo | Enredo | Carnavalesco | Intérprete | Ref   |
| ---- | --- | --- | --- | --- | --- | ----- |
| 1989 | 3° Lugar | Grupo de Seleção | Uma Festa na Bahia | | |       |
| 1990 | Campeã | Grupo de Seleção | Da Cartola do Mágico                                                                                                   | | |       |
| 1991 | 5° Lugar | 4-UESP | O Maravilhoso Mundo do Circo                                                                                           | | |       |
| 1992 | Vice Campeã | 4-UESP | Feira Livre | | |       |
| 1993 | 3° Lugar | 3-UESP | Tira a Mão do Meu | | |       |
| 1994 | 10º Lugar | 2-UESP | Chico Mendes, Um Canto da Paz                                                                                          | | |       |
| 1995 | Campeã | 3-UESP | Um Sorriso Negro | | |       |
| 1996 | 6° Lugar | 2-UESP | Mil e Uma Noites | | |       |
| 1997 | Campeã | 2-UESP | Parabéns Pra Você | | |       |
| 1998 | 9° Lugar | 1-UESP | De Norte ao Sul, de Leste ao Oeste, Baiano, Paulista e Gaúcho, "êta Povo Cabra da Peste!"                              | | |       |
| 1999 | Vice Campeã | 1A-UESP | Um Tigre Dourado ou... De Papel                                                                                        | | |       |
| 2000 | 6° Lugar | Acesso | Herdeiros de Uma Raça, Caciques, Reis ou Cangas...                                                                     | Raimundo Sérgio dos Santos e Eduardo Félix                                                                             | |       |
| 2001 | 8° Lugar | 1-UESP | Uma Viagem Encantada ao Mundo Mágico de Aquarios                                                                       | | |       |
| 2002 | 7° Lugar | 1A-UESP | Quem Conta um Conto, Aumenta Um Ponto                                                                                  | Eduardo Félix | |       |
| 2003 | 6° Lugar | 1A-UESP | Na Trilha das Aves Que Voam Gritando, São Roque Progresso e Encanto!                                                   | Eduardo Caetano | |       |
| 2004 | 8° Lugar | 1A-UESP | Em Uma Viagem de Emoção, Campos de Jordão Parabeniza São Paulo                                                         | Lina Duarte | |       |
| 2005 | 3° Lugar | 1-UESP | Amazônia - Santuário de Emoções                                                                                        | Comissão de Carnaval                                                                                                   | |       |
| 2006 | 8° Lugar | Acesso | Doce Veneno | Eduardo Félix | |       |
| 2007 | 7° Lugar | 1-UESP | Assim um Povo Surgiu, Heróico do Brado Retumbante                                                                      | Comissão de Carnaval                                                                                                   | |       |
| 2008 | 5° Lugar | 2-UESP | Congada - Resistência e Afro-Brasilidade                                                                               | Eduardo | |       |
| 2009 | 9° Lugar | 2-UESP | São Paulo e Suas Várias Fases da Noite                                                                                 | | |       |
| 2010 | 5º lugar | 3-UESP | Com União Somos Todos Irmãos                                                                                           | | |       |
| 2011 | 4° Lugar | 3-UESP | Uma viagem encantada ao mundo dos jogos e diversões                                                                    | | |       |
| 2012 | Vice Campeã | 4-UESP | Da Grécia para o mundo, Vinho, néctar dos Deuses                                                                       | | Nivaldo |       |
| 2013 | 8º Lugar | 3-UESP | Quando o manto negro desce é noite...                                                                                  | | Leandro Oliveira |       |
| 2014 | Campeã | 3-UESP | Com fé e samba no pé, acredite se quiser                                                                               | Célia Bonifácio | Bernadete | [ 1 ] |
| 2015 | 8° lugar | 2-UESP | A ganância do homem devastando o ventre da terra                                                                       | Célia Bonifácio | Tuca Maia | [ 2 ] |
| 2016 | 10º lugar | 2-UESP | Qual é a sua tribo? Sou União, sou favela                                                                              | Rodnei Roldan | Tuca Maia | [ 3 ] |
| 2017 | 6° lugar | 2-UESP | O som que te encanta, louva teu orixá e te convida a sambar. O som do meu tambor tem magia                             | | |       |
| 2018 | 10° lugar | 2-UESP | Uma Noite de Halloween                                                                                                 | Edenilson Peixoto | Tuca Maia | [ 4 ] |
| 2019 | 5° Lugar | 2-UESP | A lúdica viagem do reino das encantarias para o reino do carnaval                                                      | Eduardo Félix | |       |
| 2020 | 8º Lugar | Especial de Bairros | Lendas e mitos da Amazônia                                                                                             | Fabio Giampietro | Tuca Maia | [ 5 ] |
| 2021 | Inicialmente adiados para o mês de julho, os desfiles do Carnaval 2021 foram cancelados devido a pandemia de Covid-19. | Inicialmente adiados para o mês de julho, os desfiles do Carnaval 2021 foram cancelados devido a pandemia de Covid-19. | Inicialmente adiados para o mês de julho, os desfiles do Carnaval 2021 foram cancelados devido a pandemia de Covid-19. | Inicialmente adiados para o mês de julho, os desfiles do Carnaval 2021 foram cancelados devido a pandemia de Covid-19. | Inicialmente adiados para o mês de julho, os desfiles do Carnaval 2021 foram cancelados devido a pandemia de Covid-19. | [ 6 ] |
| 2022 | 8º Lugar | Especial de Bairros | Crioulas | Rodolfo Santos | |       |
| 2023 | 11º Lugar | Especial de Bairros | Vivendo e aprendendo a jogar                                                                                           | Rodney Roldan | | [ 7 ] |
| 2024 | 11º Lugar | Acesso 1 de Bairros | A nossa estrela vai brilhar no carnaval                                                                                | Paulo Lundinni | Tuca Maia | [ 8 ] |